# Wilhelm Knoblauch
Wilhelm Karl Friedrich Knoblauch (* 23. Januar 1874 in Ilversgehofen; † 24. November 1939 in Wolfratshausen) war ein hessischer Politiker (SPD Hessen) und Abgeordneter des Landtags des Volksstaates Hessen in der Weimarer Republik.

## Familie
Wilhelm Knoblauch war der Sohn von Wilhelm Knoblauch und Emilie Knoblauch geborene Eberhardt. Wilhelm Knoblauch heiratete am 3. Oktober 1898 Emelie Luise Adelheid Georgina geborene Emmerich.

## Ausbildung und Beruf
Wilhelm Knoblauch arbeitete bis 1907 als Schriftsetzergehilfe. Er wurde Bezirksvorsitzender des Verbandes der Deutschen Buchdrucker (VdDB). 1906 bis 1908 war er Vorsitzender des Gewerkschaftskartells in Darmstadt. Von August 1907 bis Januar 1923 arbeitete er als Redakteur des Hessischen Volksfreunds in Darmstadt. Wilhelm Knoblauch wurde 1914 Bezirksvorsitzender des Buchdruckerverbands und 1919 Vorsitzender der OKK-Darmstadt. Von Februar 1923 bis 1928 war er Geschäftsführer des Landesverbands Hessen/ Hessen-Nassau des Hauptverbands deutscher Krankenkassen mit Sitz in Darmstadt und 1928 bis April 1933 Geschäftsführer des Landesverbands Bayern mit Sitz in Nürnberg. Seit 1932 war er in München, seit 1934 in Wolfratshausen wohnhaft.

## Politik
In der Novemberrevolution wurde er im November 1918 Vorsitzender des Arbeiter- und Soldatenrats in Darmstadt und von diesem im Dezember 1918 als Delegierter zum 1. Rätekongress in Berlin abgesandt. Dezember 1918 bis April 1919 war er Mitglied des Zentralrats der deutschen sozialistischen Republik in Berlin.
1919 bis 1921 war er Landtagsabgeordneter.